# Juan Carlos Burbano
Juan Carlos Burbano De Lara Torres (Quito, 15 febbraio 1969) è un ex calciatore ecuadoriano, di ruolo centrocampista difensivo. Ha giocato per dieci anni nell'El Nacional.

## Caratteristiche tecniche
Poteva giocare come difensore e come centrocampista; era dotato di buona intelligenza tattica.

## Carriera

### Club
Ha giocato come centrocampista difensivo in tre squadre ecuadoriane, l'Universidad Católica del Ecuador, il Deportivo Quito e il Nacional de Quito.

### Nazionale
Ha giocato per sei anni nella nazionale di calcio ecuadoriana, facendo parte della lista di 23 convocati al campionato del mondo 2002.